# أوثينيو أبيل
أوثينيو لوثر فرانز انطون لويس هابيل (بالألمانية: Othenio Abel)‏ ‏(20 يونيو 1875 - 4 يوليو 1946) هو عالم أحياء دقيقة نمساوي ومتخصص بعلم الأحياء التطوري أسس علم المتحجرات مع زميله لويس دولو، وقاموا بدراسة بيئة الكائنات المتحجرة معاً.

## حياته
ولد ابيل في فيينا، وهو ابن البروفيسور لوثر ابيل. حصل على درجة الدكتوراه في القانون والعلوم من جامعة فيينا. وبقي يعمل في الجامعة كمساعد للجيولوجي إدوارد سوس في أبحاثه عن جغرافيا جبال الألب.ثم تم تعيينه استاذا في علم المتحجرات. بعد ثلاث سنوات حصل على شهادة التأهل للأستاذية في علم المتحجرات من جامعة فيينا. عمل كباحث جيولوجي بالفترة بين عامي (1900-1907).
في عام 1907 أصبح ابيل أستاذ استثنائي في جامعة فيينا، ومن عامي (1907 - 1934) أصبح استاذاً منضماً لعلم المتحجرات في الجامعة. ثم قام بعدة حملات منحته اعتراف واسع بالعالم، مثل حملة من بيكيرمي إلى اليونان سنة 1912، وحملة الولايات المتحدة سنة 1925، وحملة في جنوب أفريقيا سنة 1929.
أصبح عضوا في أكاديمية لوبلدينا للعلوم سنة 1934. ثم أصبح استاذا في جامعة غوتنغن من سنة 1935 إلى 1940. ثم تقاعد بعد ذلك وهو بعمر 61 سنة.